# Altes Sanatorium Bielefeld

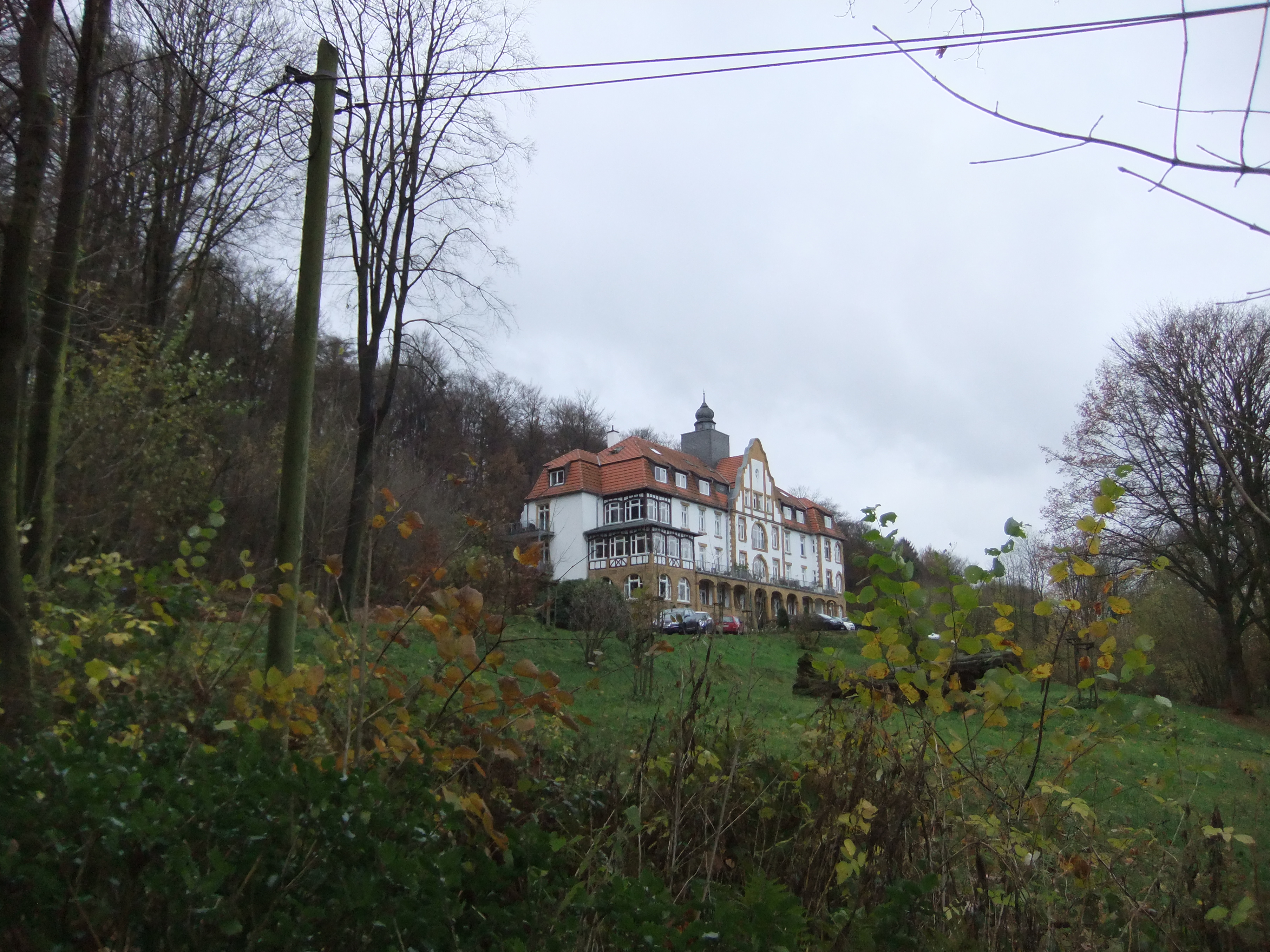
Altes Sanatorium Bielefeld, 2013

Das Alte Sanatorium Bielefeld, oder Teutoburger Wald-Sanatorium, ist eine ehemalige Klinik an der Bodelschwinghstraße 85 im Stadtbezirk Gadderbaum von Bielefeld und steht unter Denkmalschutz.

## Geschichte
Das Gebäude wurde 1906 als Heilstätte  für Frauenleiden erbaut und verfügte über 80 Betten. Zur Heilstätte gehörte damals 5 Luftparks und 20 Lufthütten, welche sich in dem zur Heilstätte gehörenden Parkanlage befanden. Bis in die 1980er-Jahre wurde es als Heilstätte, Museumslager und Übergangsheim genutzt. Es stand dann von Mitte der 1980er-Jahre bis 2004 leer. Im Jahr 2004 wurde es von einem Investor erworben, der das Gebäude umbauen ließ. Im Gebäude entstanden 12 Wohnungen und zwei Fahrstühle wurden installiert. Die Außenfassade wurde unter Beachtung der denkmalschutzrechtlichen Auflagen ebenfalls saniert.

## Beschreibung
Das Gebäude wurde in Form eines Feudalpalais in einer Mischung aus Jugendstil, Barock und mit Fachwerkelemente mit einer Gesamtfläche von 1.700 Quadratmeter erbaut. Es besteht aus Sandstein und verfügte über hohe Fensterbögen. Das Grundstück zum Gebäude umfasste insgesamt 12.000 Quadratmeter.